# Рустем-паша
Дама́т Русте́м-паша́ (осман. رستم پاشا‎, хорв. Rustem-paša Opuković, тур. Damat Rüstem Paşa; ок. 1500 — 10/12 июля 1561) — дважды великий визирь Османской империи, зять султана Сулеймана Великолепного и Роксоланы.

## Происхождение и карьера
Традиционно считается, что Рустем-паша был родом из боснийской семьи Опуковичей или Чигаличей, проживавших в Сараеве. Однако некоторые источники утверждают, что он был хорватом из Скрадина, сербом или албанцем. В документах от 1557 и 1561 годов отцом Рустема-паши значится Абдуррахман или Абдуррахим. Кроме того, считается, что у Рустема было два брата, османский адмирал Синан-паша и Мустафа-бей, и сестра Нефисе; все они исповедовали ислам.
Будучи ребёнком вместе с братом Синаном прибыл в Стамбул, где приступил к обучению в Эндеруне. В 1526 году участвовал в битве при Мохаче в должности силахтара (султанского оруженосца). После этой битвы началось его продвижение по карьерной лестнице: он получил должность мирахура (первого конюшего). В 1533 году Рустем-паша был назначен наместником Теке, позже бейлербеем Диярбакыра, а в 1538-м — бейлербеем Анатолии. В 1539 году он стал третьим визирем Дивана. 26 ноября 1539 года с согласия султана Сулеймана Рустем женился на его дочери Михримах Султан. Вместе с тем он получил титул дамата (зятя султана).
В 1541 году Рустем-паша становится вторым визирем. В 1544 году между Сулейманом-пашой, бывшем тогда великим визирем, и Хюсревом-пашой состоялась перепалка на совете Дивана на глазах у султана. Дело дошло до драки, в результате оба паши были сняты со своих постов. Должность великого визиря досталась Рустему. После того как в октябре 1553 года «для поддержания мирового порядка» был казнён шехзаде Мустафа, янычары потребовали наказать великого визиря, считая его причастным к смерти любимого ими шехзаде. Хюррем Султан умоляла мужа не слушать клеветников и пощадить их зятя ради дочери. Рустем-паша был снят с должности и весь следующий год провёл в Ускюдаре. В 1555 году Рустем-паша обвинил Кара Ахмеда-пашу во взяточничестве и добился от Сулеймана I его казни. Таким образом Рустем-паша при поддержке Михримах и Хюррем вернул себе должность великого визиря. Он умер 10 или 12 июля 1561 года, предположительно от водянки. Похоронен в комплексе Шехзаде в Стамбуле, в тюрбе, построенном по просьбе Михримах Синаном.

## Оценка личности и деятельности
Миниатюра из «Сулейман-наме», на которой предположительно изображён Рустем-паша, вероятно является единственным изображением великого визиря. Миниатюра иллюстрирует сцену времён первого периода правления Рустема-паши, однако ничего не говорит о нём как о человеке. Его внешность, характер и влияние в некоторой степени были описаны венецианским послом Бернардо Навагеро в 1553 году. Он писал: «Рустем-паша небольшого роста, с красным опухшим лицом, напоминающим лицо прокажённого. Следует отметить, в глазах его видна хитрость, говорящая о деловой хватке. Он действует приветливо и дружелюбно. Для него нет большей похвалы, чем тот факт, что султан Сулейман считает его ценным и мудрым советником».
Современные учёные описывают Рустема-пашу с одной стороны как мастера политических интриг и неоднозначную личность, а с другой стороны утверждают, что он был неподкупным человеком и не был вовлечён в какую-либо из форм коррупции. Однако, несмотря на это, в течение всей его жизни Рустем-паша неоднократно подвергался обвинениям в коррупции. Османские историки XVI—XVII веков приписывают ему корректное поведение, трезвость и благочестие. Они утверждали, что он признавал свои ошибки и старался не повторять их; и критиковали его разве что за нелюбовь к дервишам и поэтам. Именно нелюбовь к поэтам легла в основу насмешливых стихов Ташлыджалы:
كولمز يدي يوزي محشرده دخي كولميه سي

چوق ايش ايتدي بزه اول صاغلغله اولميه سي
Gülmez idi yüzi maḥşerde daḫi gülmiyesi

Çoḳ iş ėtdi bize ol ṣaġlıġile olmıyası
Коль никогда он не смеялся, то не будет смеяться и в судный день

Он многое сделал, но никогда не вмешивался в наши дела
Османская общественность осуждала Рустема-пашу в связи с казнью шехзаде Мустафы. Его считали скупым и жадным «визирем-дьяволом». Нелюбовь народа была подогрета «Элегией» Ташлыджалы, в которой он открыто обвинял великого визиря в причастности к смерти Мустафы. Рустем-паша с одобрения султана издал указ об изгнании Ташлыджалы Яхьи-бея пожизненно в поместье близ Зворника (по другим данным в Темешвару).
Некоторые европейские дипломаты и путешественники, встречавшиеся с Рустемом-пашой, описывали его как «человека с проницательным умом», держащегося «всегда угрюмо, всегда грубо». Другие часто обвиняли его во взяточничестве и воровстве. Его считали жадным; все его побуждения в первую очередь были направлены на получение выгоды для себя, в том числе и деньгами. Помимо всего этого, многие европейцы считали его виновным в смерти Мустафы.
В ходу был анекдот, о том, как именно Рустем-паша смог получить благосклонность Сулеймана и жениться на Михримах. Опасаясь возвышения паши в случае заключения брака с султанской дочкой, противники Рустема пустили слух о том, что он болен проказой. Однако, лекари, осмотревшие Рустема, обнаружили на его рубашке вошь, которая опровергала слухи о болезни, поскольку вши не селятся на больных лепрой. Так Рустем-паша стал зятем султана.
اولیجق بر کشینك بختی قوی طالعی یار

کهله سی دخی محلنده انك ایشه یرار
Olıcaḳ bir kişiniñ baḫtı ḳavī ṭāliʿi yār

Kehlesi daḫi maḥallinde anıñ işe yarar
Сильным и счастливым сделаешь народ,

Коль вовремя сможешь обнаружить вошь!
Рустем-паша совместно с Михримах Султан и Хюррем Султан образовали внутренний круг влияния на решения Сулеймана I. Кроме того, их поддерживал шейх-уль-ислам Эбуссууд Эфенди. Это подтверждает тот факт, что Эбусууд поддержал решение султана казнить старшего сына, рождённого от Махидевран. Таким образом путь к трону был открыт для одного из сыновей Хюррем.
Сулейман ценил финансовые способности Рустема: он был способен увеличить капитал империи в несколько раз. Без крупных финансовых вливаний не было бы возможным осуществлять многочисленные военные походы, архитектурные проекты, проекты улучшения водоснабжения в Стамбуле, Мекке и Иерусалиме и прочие проекты. Сам Рустем-паша тоже был не беден, отчасти из-за занимаемой должности. Практически все финансовые операции проходили под его контролем. В многочисленных поместьях великого визиря восстанавливалось и расширялось сельское хозяйство. Он также извлёк выгоду из процветающей торговли с Европой и Индией.
После смерти Рустема-паши в казначейство был передан список усадеб покойного. Кроме этого, в его состояние входило 1700 рабов, тысячи военных лошадей и верблюдов, а также сёдла и золочёные стремена, броня, оружие и прочее. Помимо этого имелось большое количество золотых и серебряных монет, драгоценных камней, ковров, более 5000 книг. Кроме того Рустем-паша имел многочисленные хозяйства и фонды.
Под управлением Рустема-паши началась практика подарков (джаʾизе, пишкеш), которая позже переросла в покупку должностей.
Наибольшего успеха во внешней политике Рустем-паша добился в 1547 году, заключив соглашение по пятилетнему перемирию с Карлом Габсбургом. Одним из условий перемирие была выплата Османской империи 30000 дукатов. Рустем-паша получил в подарок охотничьих собак и соколов, а для султана — личного часовых дел мастера.
Как военный командир Рустем-паша не имел успеха. Единственная крупная кампания, в которой он был командующим, окончилась для него снятием с поста великого визиря: в 1553 году во время похода в Персию янычары отказались подчиняться ему. Поскольку Сулейман не был во главе армии, то янычары приняли решение подчиняться шехзаде Мустафе. Это известие привело в бешенство Сулеймана. Мустафу казнили, а Рустема-пашу сняли с поста и выслали в Ускюдар.

## Религиозные взгляды

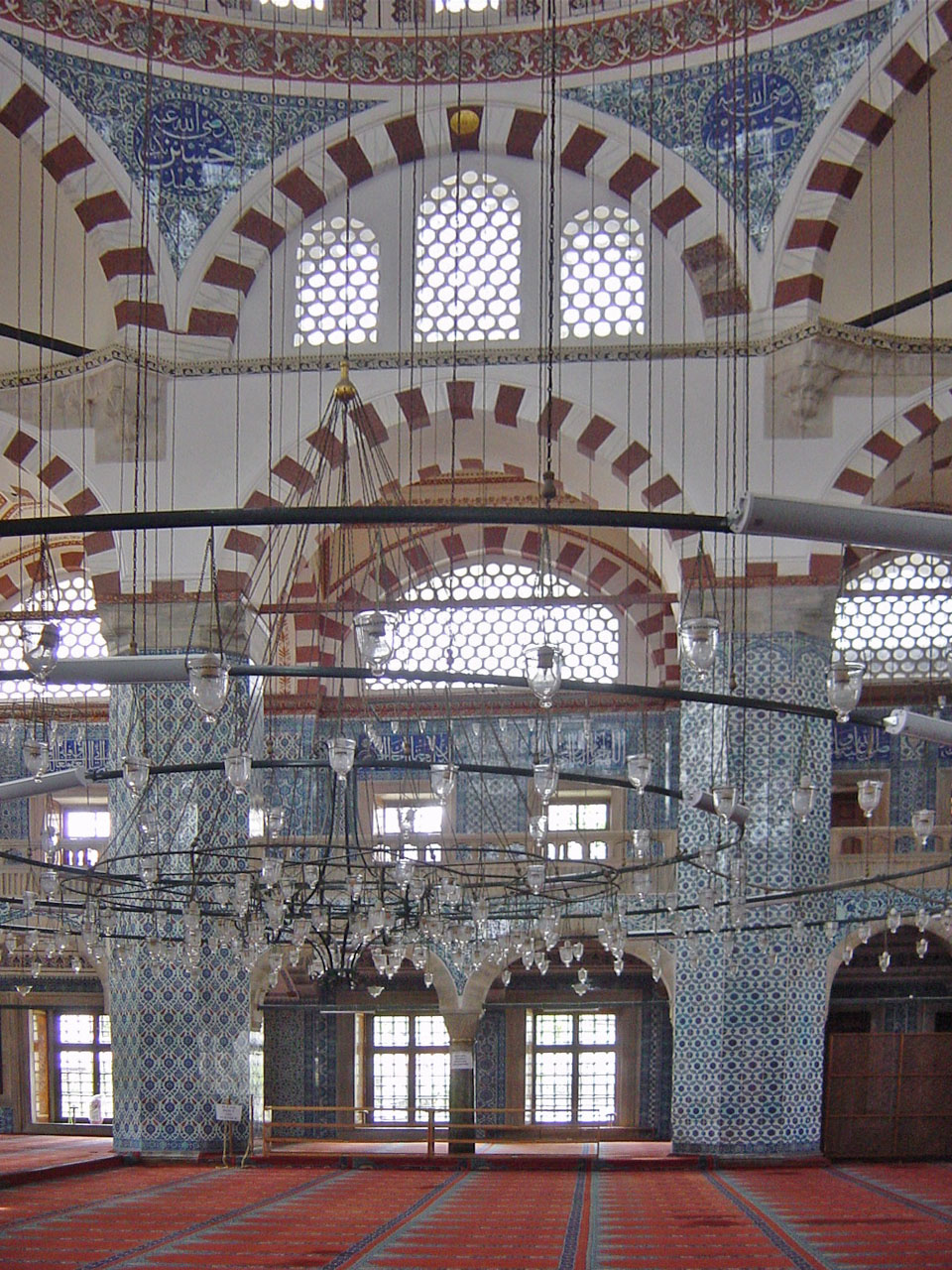
Интерьер мечети Рустема-паши

Рустем-паша был убеждённым суннитом ханафитского мазхаба. К своим религиозным обязанностям он относился весьма серьезно: никогда не пропускал предписанных молитв, а кроме того любил слушать чтение Корана. Он следовал всем религиозным установкам, которых придерживался султан Сулейман и которые рекомендовал Эбусууд-эфенди. Они нашли своё отражение в надписях, собранных для мечети Рустема-паши предположительно Шейхом Хакимом-челеби. Вера Рустема-паши нашла своё отражение в многочисленных религиозных фондах. Они давали возможность поддержать население, которое в свою очередь возносило молитвы за султана. Работу фондов он согласовывал с самим султаном, своей супругой и её матерью. В поместьях Рустема-паши были найдены многочисленные экземпляры Корана, подтверждавшие его религиозность и деятельность по распространению ислама. Несмотря на нетерпимость Рустема-паши к людям другой веры, посол Навагеро общался с Рустемом больше, чем кто-либо из его предшественников. Рустем-паша, как и сам посол, не испытывал доверия к иноверцу, однако при нём «рейтинг» христиан поднялся как никогда ранее.

### Благотворительная деятельность
Уставы фонда от 1544, 1557, 1560 и 1561 годов, а также посмертный от 1570 года свидетельствуют о том, Рустем-паша использовал своё огромное состояние в благотворительных целях. Были созданы многочисленные благотворительные фонды и связанные с ними объекты, которые служили для обеспечения финансирования проектов этих фондов при его жизни и после смерти. Ни один великий визирь до него не смог добиться такого размаха. Эти фонды почти всегда располагались либо в двух главных городах Стамбуле и Эдирне или в местах прохождения важных торговых путей между Эстергомом на севере и Мединой на юге, а также между Скопьем на западе и Ваном на востоке. Таким образом, они также являлись важным фактором в повышении производственной экономики и торговли. В частности, великий визирь лично заботился о производстве шёлка и шёлковой торговле: он способствовал открытию шёлковых фабрик в Бурсе, шёлковой мануфактуры в Стамбуле, а также преобразовал в 1551 году крытый базар в Сараеве в центр шёлковой торговли.
Самым известным благотворительным проектом считается мечеть Рустема-паши в Стамбуле. Она была достроена посмертно по инициативе Рустема-паши архитектором Синаном. Строительством, а позже управлением проекта занималась вдова Рустема Михримах. Другими крупными строительными проектами были пятничная мечеть в Родосто и каравансарая в Эдирне. Для обеспечения работы этих фондов и других проектов, а также месджитов, начальных школ, медресе, хосписов, текке, караван-сараев, общественных фонтанов, дорог с твердым покрытием и бесплатных мостов служил доход от деревень, полей, ферм, фабрик, кожевенных мастерских, пекарен, мельниц, магазинов, поместий, складов, торговых караван-сараев, крытых базаров и коммерческих хаммамов.
Для обеспечения работы всех фондов Рустем-паша в случае своей смерти назначил наследницами своего состоянии Михримах и их дочь Айше Хюмашах Султан.

## Потомство
Количество и имена детей Рустема-паши малоизвестны, литературные записи по этому поводу противоречивы. Точно известно, что у Рустема-паши была дочь от Михримах Айше Хюмашах Ханым Султан. Её мужья и дети были весьма влиятельны и занимали важные государственные посты. То же касается и внуков Айше Хюмашах.
Безымянный сын Рустема-паши и Михримах Султан покоится в тюрбе рядом с отцом. Он умер незадолго до смерти отца от эпидемии. Две других безымянных могилы, находящиеся в мечети Михримах в Ускюдаре, считаются могилами сыновей Михримах и Рустема. Существует также могила Осман-бея (1576/77), сына Рустема-паши от другой матери.
Единственная дочь Рустема-паши и Михримах Султан родилась в 1543 году (по другим данным, в 1541) и умерла в 1594/1595. В год смерти отца она вышла замуж за Семиз Ахмеда-пашу, ставшего впоследствии великим визирем. А после его смерти вышла замуж за Нишанджи Феридун-бея. Айше Хюмашах похоронена в комплексе Азиза Махмуда Хюдайи. У Айше Хюмашах в браке с Ахмедом-пашой родилось две дочери (Салиха Султан; имя второй дочери неизвестно) и четверо сыновей (Осман-бей (ум. 1591), Мехмед-бей (ум. 20 июня 1593), Абдуррахман-бей (ум. после 1597) и Мустафа-паша (ум. 20 июня 1593)).
Юсуф Синан-паша в 1573 году женился на старшей из двух дочерей Айше Хюмашах Султан — Салихе Султан. После смерти жены в 1576 году Юсуф Синан женился на младшей дочери Айше Хюмашах. В этом браке родилось два сына: Махмуд-паша (ум. 1643) и Хюсейн-бей.

## В культуре
- В украинском сериале «Роксолана. Владычица империи» роль Рустема-паши исполнил Дмитрий Лаленков.
- В турецком сериале «Хюррем Султан» роль Рустема-паши исполнил Серхат Налбантоглу[тур.][61].
- В турецком сериале «Великолепный век» роль Рустема-паши исполнил Озан Гювен[62].